# ブロック・ラーソン
ブロック・ラーソン（Brock Larson、1977年8月23日 - ）は、アメリカ合衆国の男性総合格闘家。ミネソタ州ブレイナード出身。ミネソタ・マーシャルアーツ・アカデミー所属。ブラジリアン柔術黒帯。

## 来歴
高校2年の時よりレスリングを始め、2002年にはブラジリアン柔術を始めた。また同年プロ総合格闘技初戦を経験している。
2005年にはデビューから12連勝という成績でUFCと契約を果たすも、初戦のUltimate Fight Night 2でジョン・フィッチに判定負けし、ミドル級からウェルター級へと転向した。
2007年にはWECに出場、2連勝ののち8月5日にはカーロス・コンディットとWEC世界ウェルター級タイトルマッチで対戦し、一本負けを喫し王座獲得に失敗した。
2009年3月1日にはWEC 39でのタイトルマッチでコンディットと再戦予定であったが自身の怪我でキャンセルとなり、その後WECウェルター級のUFC移管に伴ってUFCに移籍した。4月1日には「UFC Fight Night: Condit vs. Kampmann」に出場、ジェシー・サンダースに一本勝ちを収めた。5月23日、UFC 98でマイク・パイルに肩固めで一本勝ち。サブミッション・オブ・ザ・ナイトを受賞した。11月21日、UFC 106でブライアン・フォスターと対戦。2Rに右フックでダウンを喫すると、そのままタップし負けとなった。
2010年9月11日、Shark Fightsでタレック・サフィジーヌと対戦し、0-3の判定負けを喫した。
2014年3月14日、ONE FC 14の世界ウェルター級王座決定戦で鈴木信達と対戦し、0-3の判定負けを喫し王座獲得に失敗した。

## 戦績
| 総合格闘技 戦績 | 総合格闘技 戦績 | 総合格闘技 戦績 | 総合格闘技 戦績 | 総合格闘技 戦績 | 総合格闘技 戦績 | 総合格闘技 戦績 |
| --------------- | --------------- | --------------- | --------------- | --------------- | --------------- | --------------- |
| 42 試合         | (T)KO           | 一本            | 判定            | その他          | 引き分け        | 無効試合        |
| 35 勝           | 6               | 24              | 4               | 1               | 0               | 0               |
| 7 敗            | 0               | 2               | 5               | 0               | 0               | 0               |

| 勝敗 | 対戦相手                         | 試合結果                                 | 大会名                                                                         | 開催年月日     |
| ×    | ホアン・"ジュカオン"・カルネイロ | 5分3R終了 判定0-3                        | BattleGrounds MMA 5: One Night Elimination 【ウェルター級トーナメント 決勝】   | 2014年10月3日  |
| ○    | ジョー・レイ                     | 5分3R終了 判定3-0                        | BattleGrounds MMA 5: One Night Elimination 【ウェルター級トーナメント 準決勝】 | 2014年10月3日  |
| ○    | コーディ・マッケンジー           | 2R 1:43 肩固め                           | BattleGrounds MMA 5: One Night Elimination 【ウェルター級トーナメント 1回戦】  | 2014年10月3日  |
| ×    | 鈴木信達                         | 5分5R終了 判定0-3                        | ONE FC 14: War of Nations 【ONE FC世界ウェルター級王座決定戦】                 | 2014年3月14日  |
| ○    | メルヴィン・マヌーフ             | 5分3R終了 判定3-0                        | ONE FC 8: Kings and Champions                                                  | 2013年4月5日   |
| ×    | タレック・サフィジーヌ           | 5分3R終了 判定0-3                        | Shark Fights 13: Jardine vs. Prangley                                          | 2010年9月11日  |
| ○    | エディ・ラレア                   | 1R 2:05 チキンウィングアームロック       | Cage fighting Xtreme: Gladiators                                               | 2010年8月14日  |
| ○    | ニック・アルメン                 | 1R 0:30 TKO（パンチ）                    | Cage Fighting Xtreme                                                           | 2010年5月15日  |
| ○    | ブライアン・グリーン             | 1R 4:39 チョークスリーパー               | CFX / XKL: Mayhem in Minneapolis                                               | 2010年4月24日  |
| ×    | ブライアン・フォスター           | 2R 3:25 ギブアップ（パウンド）           | UFC 106: Ortiz vs. Griffin 2                                                   | 2009年11月21日 |
| ×    | マイク・ピアース                 | 5分3R終了 判定0-3                        | UFC Fight Night: Diaz vs. Guillard                                             | 2009年9月16日  |
| ○    | マイク・パイル                   | 1R 3:06 肩固め                           | UFC 98: Evans vs. Machida                                                      | 2009年5月23日  |
| ○    | ジェシー・サンダース             | 1R 2:01 チョークスリーパー               | UFC Fight Night: Condit vs. Kampmann                                           | 2009年4月1日   |
| ○    | カーロ・プラター                 | 1R 0:37 TKO（パウンド）                  | WEC 35: Condit vs. Miura                                                       | 2008年8月3日   |
| ○    | ジョン・アレッシオ               | 1R 1:50 反則（ダウンした相手への膝蹴り） | WEC 33: Marshall vs. Stann                                                     | 2008年3月26日  |
| ○    | トロイ・アリソン                 | 1R チョークスリーパー                    | Cage Fighting Xtreme 7: Brutal                                                 | 2007年11月29日 |
| ×    | カーロス・コンディット           | 1R 2:21 腕ひしぎ十字固め                 | WEC 29: Condit vs. Larson 【WEC世界ウェルター級タイトルマッチ】                | 2007年8月5日   |
| ○    | ケヴィン・クナビジャン           | 1R 0:27 TKO（パウンド）                  | WEC 28: Faber vs. Farrar                                                       | 2007年6月3日   |
| ○    | エリック・アップル               | 1R 3:43 キムラロック                     | WEC 26: Condit vs. Alessio                                                     | 2007年3月24日  |
| ○    | 中村K太郎                        | 5分3R終了 判定3-0                        | UFC Fight Night: Sanchez vs. Riggs                                             | 2006年12月13日 |
| ○    | エドワード・オダニエル           | 1R 2:21 サイドチョーク                   | Extreme Challenge 70                                                           | 2006年8月26日  |
| ○    | マニュエル・キロス               | 1R 0:42 チョークスリーパー               | Extreme Challenge 67                                                           | 2006年6月30日  |
| ○    | アレックス・カーター             | 1R ギブアップ（打撃）                    | Cage Fighting Xtreme 4                                                         | 2006年4月22日  |
| ○    | ケネス・アレン                   | 1R フロントチョーク                      | Twin Cities Throwdown                                                          | 2006年4月8日   |
| ○    | レイ・ペラレス                   | 1R 1:05 チョークスリーパー               | IFC: Rumble on the River                                                       | 2006年3月11日  |
| ○    | シャノン・"ザ・キャノン"・リッチ | 1R 1:16 TKO（パウンド）                  | Extreme Challenge 66                                                           | 2006年2月17日  |
| ×    | ジョン・フィッチ                 | 5分3R終了 判定0-3                        | Ultimate Fight Night 2                                                         | 2005年10月3日  |
| ○    | ライアン・マッギヴァーン         | 1R 2:09 V1アームロック                   | Extreme Challenge 63 【決勝】                                                  | 2005年7月23日  |
| ○    | ライアン・ジェンセン             | 1R 1:39 ギブアップ（打撃）               | Extreme Challenge 63 【準決勝】                                                | 2005年7月23日  |
| ○    | ダマルケス・ジョンソン           | 3R 1:02 V1アームロック                   | Extreme Challenge 63 【1回戦】                                                 | 2005年7月23日  |
| ○    | ミゲール・クーリー               | 1R ギブアップ（パンチ）                  | Cage Fighting Xtreme 3                                                         | 2005年4月23日  |
| ○    | ステファン・ポットヴァン         | 5分5R終了 判定                           | IFC Warriors Challenge 19 【ISKA MMA北米ミドル級王座決定戦】                   | 2005年3月26日  |
| ○    | ダリン・ブラディガン             | 2R チョーク                              | Xtreme Kage Kombat: Fridley                                                    | 2005年2月5日   |
| ○    | マーク・スモリンスキー           | 1R TKO（パンチ）                         | Cage Fighting Xtreme 2                                                         | 2004年9月4日   |
| ○    | ミゲール・クーリー               | 1R TKO（パンチ）                         | ICC: Trials 2 【ICCライトヘビー級タイトルマッチ】                              | 2004年4月30日  |
| ○    | ニック・ビーズリー               | 1R 1:04 ギブアップ（パンチ）             | Dakota Fighting Championships 1                                                | 2004年4月17日  |
| ○    | ジェームス・フュラー             | 1R 腕ひしぎ十字固め                      | Cage Fighting Xtreme 1                                                         | 2004年4月3日   |
| ○    | アレックス・ガッソン             | 2R 4:13 腕ひしぎ十字固め                 | ICC: Trials 【ライトヘビー級王座決定トーナメント 決勝】                        | 2004年3月12日  |
| ○    | ブライアン・メイサチャーン       | 1R 1:56 腕ひしぎ十字固め                 | ICC: Trials 【ライトヘビー級王座決定トーナメント 1回戦】                       | 2004年3月12日  |
| ○    | カイル・オルセン                 | 1R 2:20 ギブアップ（打撃）               | Sabin Showdown                                                                 | 2003年4月26日  |
| ○    | ルーク・コーディロ               | V1アームロック                           | Iowa Winter Warriors                                                           | 2003年1月25日  |
| ○    | ジョシュ・ハートウェル           | 1R 0:46 ギブアップ（打撃）               | American Reality Combat 7                                                      | 2002年10月19日 |

## 獲得タイトル
- ICCライトヘビー級王座（2004年）
- ISKA MMA北米ミドル級王座（2005年）
- Extreme Challenge 63 優勝（2005年）

## 表彰
- UFC サブミッション・オブ・ザ・ナイト（1回）
- WEC ノックアウト・オブ・ザ・ナイト（1回）